# Asma bint Marwan
Asmāʾ bint Marwān (in arabo ﺍﺳﻤﺎء ﺑﻨﺖ ﻣﺮﻭﺍﻥ‎?; ... – 624) era una poetessa della tribù medinese dei Banū ʿAdī, moglie di Yazīd b. Zayd b. Ḥisn al-Khatmī, da cui ebbe 5 figli.
La sua ostilità all'Islam predicato da Maometto si espresse con sarcastiche poesie, ritenute offensive e pericolosamente ostili dai musulmani e dal loro profeta.
Fu assassinata nel 624, poco dopo la battaglia di Badr, dal musulmano ʿUmayr b. ʿAdī, che le trafisse il petto con la spada dopo averle tolto il bambino che stava allattando dalle braccia. Il fatto che egli avesse condotto a termine la sua azione malgrado fosse cieco e che fosse potuto penetrare indisturbato fin dentro l'abitazione della donna, ha fatto ipotizzare ad alcuni biografi che l'uomo potesse essere stato un precedente marito di Asmāʾ.